# Luxemburg als Jocs Olímpics
Luxemburg als Jocs Olímpics està representat pel Comitè Olímpic i Esportiu Luxemburguès va ser fundat i reconegut pel COI el 1912, i va enviar el seu primer equip als Jocs Olímpics d'Estiu de 1912 a Estocolm. Els atletes de Luxemburg han competit en 28 edicions dels Jocs Olímpics moderns.
Solament dos atletes tenen medalles competint per Luxemburg en els Jocs Olímpics d'estiu: Joseph Alzin, plata el 1920, i Joseph Barthel, or el 1952. A la fi del segle xx, es va descobrir que el corredor Michel Théato era de fet luxemburguès. Théato va competir per França en els Jocs Olímpics d'Estiu de 1900, on va guanyar la medalla d'or en el marató masculí. La medalla encara és atribuïda pel COI a França.
Luxemburg va competir per primera vegada als Jocs Olímpics d'Hivern de 1928, i ha participat en un total de set Jocs d'hivern. Per tant, malgrat haver estat un dels primers països a participar, Luxemburg ha competit en relativament pocs dels jocs. Als set jocs, Luxemburg ha guanyat un total de dues medalles: dos de plata, totes dues per Marc Girardelli el 1992.
Després de la primera aparició de Luxemburg, a St. Moritz, i la segona aparició del país, als Jocs Olímpics d'Hivern de 1936 a Garmisch-Partenkirchen, no va competir en els Jocs Olímpics durant uns altres cinc dècades. Com un país de baixa altitud, el cim més alt del qual, el Kneiff, es troba a solament 560 metres sobre el nivell de la mar, Luxemburg tenia poc pedigrí a la majoria dels esports olímpics d'hivern.
Tanmateix, la naturalització de Marc Girardelli, un nascut-austríac esquiador alpí, va fer tornar a Luxemburg als Jocs de 1988. Als Jocs Olímpics d'hivern següents, de 1992 a Albertville, Girardelli va guanyar les dues primeres medalles olímpiques d'hivern de Luxemburg, traient la plata tant a l'eslàlom gegant i al súper segant.
Ni Girardelli, ni Luxemburg, han guanyat una altra medalla d'hivern des de 1992, però el retorn del país a l'escena mundial d'hivern ha estat mantinguda per l'aparició de dos patinadors sobre gel als Jocs següents: Patrick Schmit el 1998 i Fleur Maxwell el 2006.
Luxemburg es va classificar per als Jocs Olímpics d'Hivern de 2010 amb dos atletes, però no va participar perquè un d'ells no va assolir els criteris establerts pel NOC, i l'altre va resultar ferit abans dels Jocs.

## Taula de medalles dels Jocs
| Jocs                 | Atletes          | Or               | Plata            | Bronze           | Total            | Rang             |
| 1900 París           | 1                | 0                | 0                | 0                | 0                | –                |
| 1904 Saint Louis     | No va participar |                  |                  |                  |                  |                  |
| 1908 Londres         | No va participar |                  |                  |                  |                  |                  |
| 1912 Estocolm        | 21               | 0                | 0                | 0                | 0                | –                |
| 1920 Anvers          | 26               | 0                | 1                | 0                | 1                | 19               |
| 1924 París           | 51               | 0                | 0                | 0                | 0                | –                |
| 1928 Amsterdam       | 49               | 0                | 0                | 0                | 0                | –                |
| 1932 Los Angeles     | No va participar | No va participar | No va participar | No va participar | No va participar | No va participar |
| 1936 Berlín          | 49               | 0                | 0                | 0                | 0                | –                |
| 1948 Londres         | 47               | 0                | 0                | 0                | 0                | –                |
| 1952 Helsinki        | 44               | 1                | 0                | 0                | 1                | 27               |
| 1956 Melbourne       | 11               | 0                | 0                | 0                | 0                | –                |
| 1960 Roma            | 52               | 0                | 0                | 0                | 0                | –                |
| 1964 Tòquio          | 12               | 0                | 0                | 0                | 0                | –                |
| 1968 Ciutat de Mèxic | 5                | 0                | 0                | 0                | 0                | –                |
| 1972 Múnic           | 11               | 0                | 0                | 0                | 0                | –                |
| 1976 Montreal        | 8                | 0                | 0                | 0                | 0                | –                |
| 1980 Moscou          | 3                | 0                | 0                | 0                | 0                | –                |
| 1984 Los Angeles     | 5                | 0                | 0                | 0                | 0                | –                |
| 1988 Seül            | 8                | 0                | 0                | 0                | 0                | –                |
| 1992 Barcelona       | 6                | 0                | 0                | 0                | 0                | –                |
| 1996 Atlanta         | 6                | 0                | 0                | 0                | 0                | –                |
| 2000 Sydney          | 4                | 0                | 0                | 0                | 0                | –                |
| 2004 Atenes          | 10               | 0                | 0                | 0                | 0                | –                |
| 2008 Pequín          | 12               | 0                | 0                | 0                | 0                | –                |
| 2012 Londres         | 9                | 0                | 0                | 0                | 0                | –                |
| 2016 Rio de Janeiro  |                  |                  |                  |                  |                  |                  |
| 2020 Tòquio          |                  |                  |                  |                  |                  |                  |
| Total                | Total            | 1                | 1                | 0                | 2                | 91               |

| Jocs                        | Atletes          | Or               | Plata            | Bronze           | Total            | Rang             |
| 1928 St. Moritz             | 5                | 0                | 0                | 0                | 0                | –                |
| 1932 llac Placid            | No va participar | No va participar | No va participar | No va participar | No va participar | No va participar |
| 1936 Garmisch-Partenkirchen | 4                | 0                | 0                | 0                | 0                | –                |
| 1948–1984                   | No va participar | No va participar | No va participar | No va participar | No va participar | No va participar |
| 1988 Calgary                | 1                | 0                | 0                | 0                | 0                | –                |
| 1992 Albertville            | 1                | 0                | 2                | 0                | 2                | 16               |
| 1994 Lillehammer            | 1                | 0                | 0                | 0                | 0                | –                |
| 1998 Nagano                 | 1                | 0                | 0                | 0                | 0                | –                |
| 2002 Salt Lake City         | No va participar | No va participar | No va participar | No va participar | No va participar | No va participar |
| 2006 Torí                   | 2                | 0                | 0                | 0                | 0                | –                |
| 2010 Vancouver              | No va participar | No va participar | No va participar | No va participar | No va participar | No va participar |
| 2014 Sotxi                  | 1                | 0                | 0                | 0                | 0                | –                |
| 2018 Pyeongchang            |                  |                  |                  |                  |                  |                  |
| Total                       | Total            | 0                | 2                | 0                | 2                | 41               |

| Esport       | Or | Plata | Bronze | Total |
| Atletisme    | 1  | 0     | 0      | 1     |
| Halterofília | 0  | 1     | 0      | 1     |
| Total        | 1  | 1     | 0      | 2     |

| Esport     | Or | Plata | Bronze | Total |
| Esqui alpí | 0  | 2     | 0      | 2     |
| Total      | 0  | 2     | 0      | 2     |